# Alpuente
Alpuente, en castillan et officiellement (Alpont en valencien), est une commune d'Espagne de la province de Valence dans la Communauté valencienne. Elle est située dans la comarque de Los Serranos et dans la zone à prédominance linguistique castillane.

## Géographie

Localisation d'Alpuente
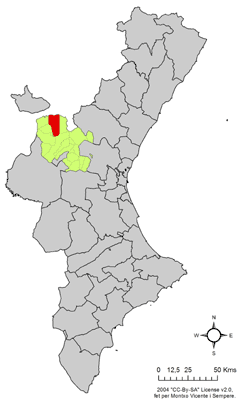
dans la Communauté valencienne.
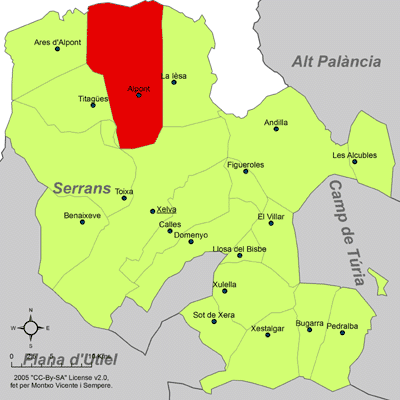
dans la comarque de Los Serranos.

### Localités limitrophes
Le territoire municipal d'Alpuente est voisin de celui des communes suivantes :
Aras de los Olmos, Chelva, La Yesa, Titaguas et Tuéjar, toutes situées dans la province de Valence.

## Histoire
Alpuente a été le siège de la Taïfa d'Alpuente après l'éclatement du califat de Cordoue en 1010, et avant les Almoravides.

## Démographie
| 1990  | 1992  | 1994  | 1996 | 1998 | 2000 | 2002 | 2004 | 2005 |
| ----- | ----- | ----- | ---- | ---- | ---- | ---- | ---- | ---- |
| 1.208 | 1.174 | 1.134 | 985  | 958  | 941  | 916  | 861  | 864  |

### Sources
- (es) Cet article est partiellement ou en totalité issu de l’article de Wikipédia en espagnol intitulé « Alpuente » (voir la liste des auteurs).